# يوجينة إبطية
أوجينيا إبطية (الاسم العلمي:Eugenia axillaris) هي نوع من النباتات تتبع جنس الأوجينيا من فصيلة الآسية.